# Caerostris darwini
La araña de corteza de Darwin (Caerostris darwini) es una especie de araña de la familia Araneidae que produce una de las telarañas de orbes más grandes, de un tamaño que ronda entre 900-28.000 cm², con unos puntos de anclaje que alcanzan los 25 metros. La araña fue descubierta en Madagascar en el Parque Nacional Andasibe-Mantadia en el 2009. La especie fue nombrada en honor al naturalista Charles Darwin, ya que su descripción coincidió con el 150 aniversario de la publicación de El origen de las especies, el 24 de noviembre de 2009.
Su seda es el material biológico más tenaz jamás estudiado, siendo unas diez veces más tenaz que un fragmento de tamaño similar de kevlar. La tenacidad media de las fibras es de 350 MJ/m³, y algunas llegan a 520 MJ/m³, haciendo su seda dos veces más tenaz que la de cualquier otra araña conocida.
La telaraña de la araña de corteza de Darwin es notable no solo porque es la telaraña más grande jamás observada, sino porque figura entre las telarañas de orbe más grandes jamás vistas, con un área de 2,8 m². Nephila komaci, descubierta en 2009, y otras especies Nephila también hacen telarañas que pueden exceder 1 metro de ancho.

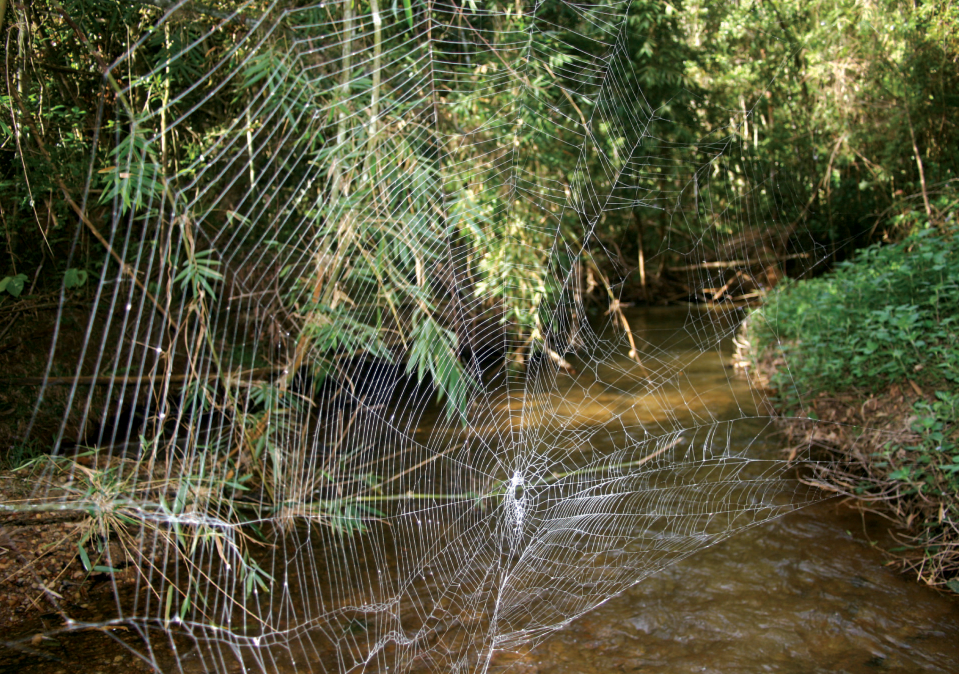
Telaraña de la araña de corteza de Darwin, la más grande del mundo.

De acuerdo con el profesor Ingi Agnarsson, director del Museo de Zoología de la Universidad de Puerto Rico, la telaraña de la araña ocupa un nicho biológico único: "Construyen sus telarañas con los orbes suspendidos directamente sobre un río o un lago, un hábitat que ninguna otra araña puede usar". Esta posición permite a la araña capturar moscas sobre el agua, con telarañas que pueden contener hasta 32 efímeras simultáneamente. Se cree que la fuerte seda y el gran tamaño de la telaraña han coevolucionado al mismo tiempo que la araña se adaptaba a su hábitat. Los científicos están actualmente investigando cómo es capaz la araña de tejer una telaraña de ese tamaño sobre el agua además de anclar las telarañas a ambos lados del río.
Como otras arañas del mismo género, la araña ladradora de Darwin muestra un dimorfismo sexual extremo, con grandes hembras (18 mm) y pequeños machos (6 mm).
La araña fue descrita junto a una especie de mosca no descrita anteriormente, que parece tener una relación de cleptoparasitismo con ella. Las moscas algunas veces se alimentan de las capturas de la araña antes de que esta las envuelva. Ocasionalmente, se ha observado que las arañas ahuyentan a las moscas cuando las primeras están comiendo.
El nombre común en español, "araña ladradora de Darwin", es una mala traducción del nombre común en inglés, Darwin's bark spider, donde "bark" no significa ladrido sino corteza, por el aspecto de corteza del lomo de la araña.[cita requerida]